# ساندول
کلان‌شهر مستقل ساندول (به انگلیسی: Sandwell) یک کلان‌شهر مستقل در انگلستان است که در شهرستان میدلندز غربی واقع شده‌است. کلان‌شهر مستقل ساندول ۸۶ کیلومتر مربع مساحت دارد.

## خواهرخوانده
شهر لو بلان-منیل خواهرخواندهٔ کلان‌شهر مستقل ساندول هست.